# Piazza del Duomo (Siena)

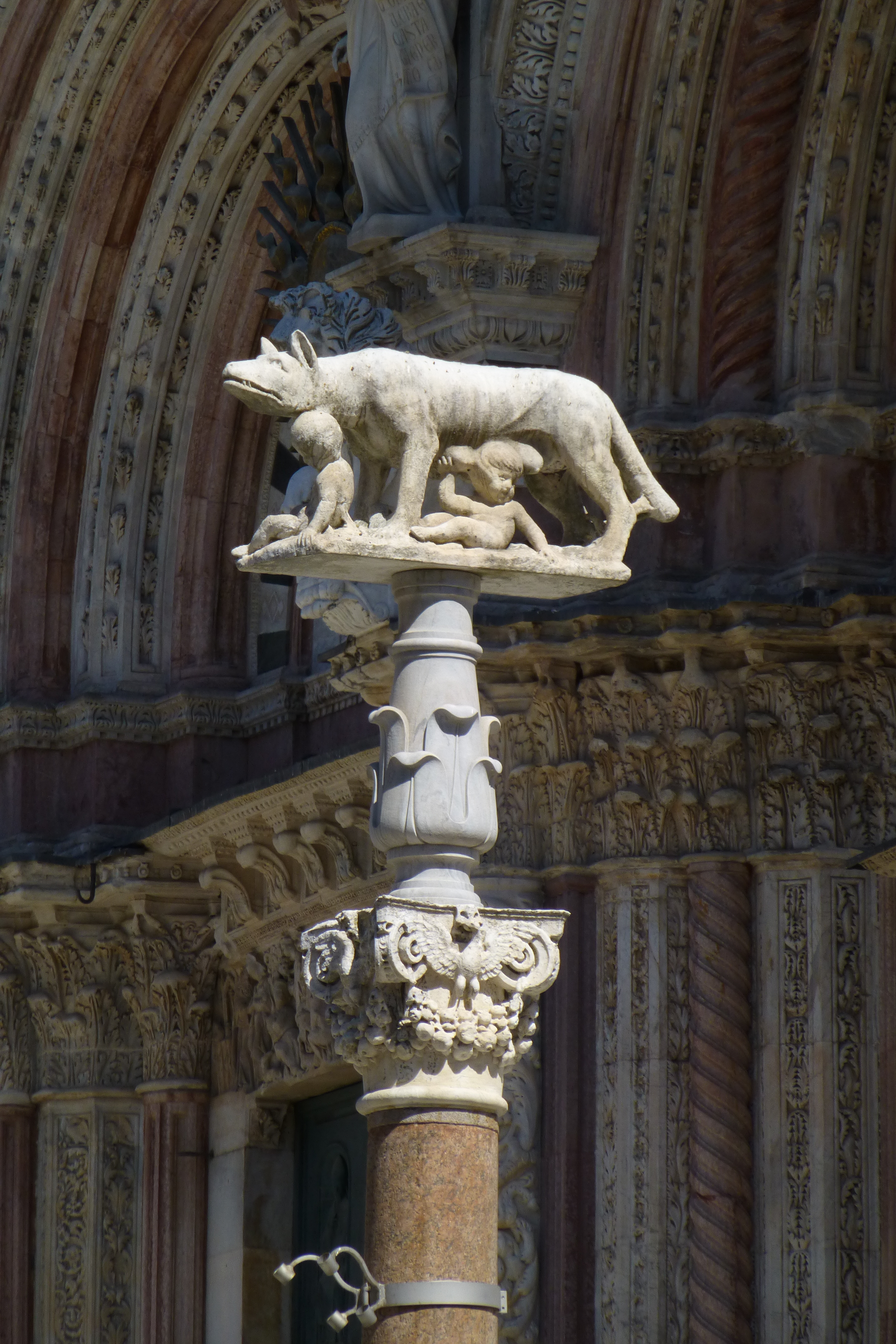
Statua della Lupa con i gemelli

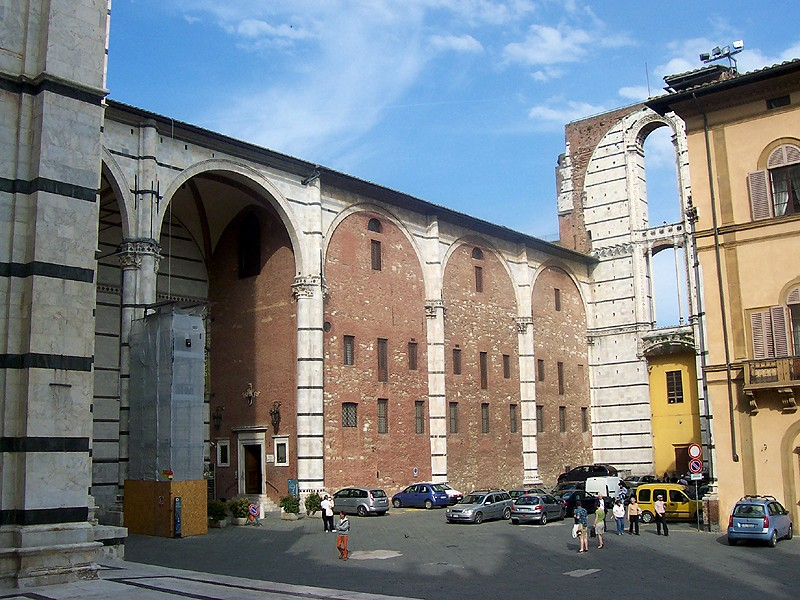
Piazza Jacopo della Quercia

Piazza del Duomo a Siena fiancheggia la cattedrale di Santa Maria Assunta con una forma a "L" e con una continuazione ideale nella mancata navata del "Duomo Nuovo", oggi piazza Jacopo della Quercia. Oltre al celebre edificio religioso, vi si affaccia il complesso museale di Santa Maria della Scala. 

## Storia
La piazza si trova al vertice del colle di Santa Maria, a ridosso del nucleo più antico della città romana, il Castelvecchio. La nascita del centro religioso è riferibile, in via ipotetica e indiziaria, al VII secolo circa (anche se non si può escludere che il colle ospitasse una sorta di acropoli più antica), quando la sede episcopale e la cattedrale vi furono trasferite da un luogo imprecisato di Castelvecchio. Tutta la platea apiscopis fu infatti inclusa nella prima cerchia di mura altomedievale, che passava più o meno lungo l'attuale via del Fosso di Sant'Ansano, cioè sul retro del caseggiato di Santa Maria della Scala. Con la costruzione del Duomo, dall'XI secolo, la piazza si avviò ad avere la conformazione attuale, che divenne per lo più definitiva solo nel seicento, quando venne abbattuto l'antico palazzo vescovile (dell'XI secolo), liberando il fianco destro della cattedrale, mentre sul lato settentrionale veniva demolita la loggia che univa la vecchia Canonica al Duomo stesso.

## Descrizione
La straordinaria facciata del Duomo domina visivamente la piazza, con la luce che la illumina per gran parte della giornata senza ombre dagli edifici circostanti, che sono comunque calibratamente vicini. Essa venne realizzata nella parte inferiore tra il 1285 e il 1296 da Giovanni Pisano in stile Gotico con influssi rayonnant, e nella parte superiore da Camaino di Crescentino e terminata nel 1317. I gradini che sollevano la cattedrale sono conclusi in una proporzionata piattaforma che fa da base al monumento, sulla quale si trovano, in corrispondenza degli ingressi principali, intarsi marmorei (oggi copie degli originali) che rappresentano le Cerimonie dell'iniziazione di Nastagio di Gaspare, databili al 1450.
Agli angoli della scalinata due Lupe con i gemelli in marmo su colonne sono opera rispettivamente di Giovanni Pisano e di Urbano da Cortona, entrambe ricoverate nel vicino Museo dell'Opera Metropolitana e sostituite da copie. Il lato destro dell'edificio, quello che dà sulla piazza, è più semplice, spiccandovi la sola Porta del Perdono ornata da un bassorilievo della Madonna col Bambino di Donatello (pure in copia).
Il campanile, a fasce bianche e nere, venne innalzato inglobando una parte dell'antica torre dei Bisdomini, verso il finire del Duecento.
Il lato opposto alla facciata della cattedrale è occupato dall'ex ospedale di Santa Maria della Scala, che proprio alle gradinate del Duomo deve il suo nome. Fondato dagli stessi canonici per dare ospitalità ai pellegrini, assistere i poveri, i malati e accogliere i fanciulli orfani, fu tra Medioevo e Rinascimento una delle più grandi e importanti strutture del genere in Toscana. Il suo prestigio si rispecchia oggi nella ricca decorazione del complesso, divenuto nel frattempo museo. All'interno sono ospitate solo una piccola parte delle opere d'arte possedute dall'ospedale (molte sono alla Pinacoteca Nazionale), ma sufficienti a dare un'idea dell'antico splendore. Ospita inoltre il Museo archeologico nazionale (nei sotterranei) e i pezzi originali della Fonte Gaia, sia di Jacopo della Quercia che del rifacimento ottocentesco di Tito Sarrocchi. 
Il lato nord della piazza è invece occupato dal Palazzo Arcivescovile, che oggi presenta una facciata settecentesca, mimetizzata però dall'uso dello stile gotico-senese del Trecento. Qui fino a metà del Seicento ebbro sede i Canonici e il rettore dell'Opera, mentre l'arcivescovo, come già accennato, abitava in un palazzo che stava addossato al fianco destro della cattedrale.

### Piazza Jacopo della Quercia
A destra del Duomo l'ampio spazio in cui sarebbe dovuta sorgere la grande cattedrale trecentesca, si trova oggi il cosiddetto "Duomo Nuovo", ovverso uno spazio in cui resta costruita la prima navata (sede oggi del Museo dell'Opera del Duomo) e il cosiddetto facciatone. Tale spiazzo si chiama oggi piazza Jacopo della Quercia. 
Via si affaccia il Palazzo Reale, opera di Bernardo Buontalenti della fine del Cinquecento, nato per ospitare il governatore mediceo della città. Oggi ospita la Prefettura e l'Amministrazione provinciale.